# Швир, Хайнц
Хайнц Швир (нем. Heinz Schwier; 6 октября 1881, Петерсхаген — 3 мая 1955, Минден) — немецкий дирижёр, композитор и ботаник.
Окончил учительскую семинарию в своём родном городе, работал учителем в Швайхельне (ныне в составе Хидденхаузена) и Петерсхагене. В 1905 году поступил в консерваторию в Зондерсхаузене, затем занимался также под руководством Энгельберта Хумпердинка. Работал дирижёром в Целле и Ганновере. В 1922—1932 гг. музикдиректор Гёттингена, руководитель Гёттингенского симфонического оркестра. Автор четырёх опер, трёх симфоний, многочисленной вокальной музыки.
Как ботаник занимался описанием растительного мира своего региона: основные труды — «Флора окрестностей Миндена» (нем. Flora der Umgebung von Minden...; 1936—1937) и «Видовое разнообразие смешанных лесов средней Тюрингии» (нем. Die artenreichen Laubmischwälder Mittelthüringens...; 1940—1944).